# Richard Hammond
Richard Mark Hammond (født 19. december 1969) er en engelsk tv-vært, som er kendt fra bilmagasinet Top Gear, der bliver vist på BBC Entertainment.
Hammond blev alvorligt skadet efter en ulykke med en Vampire-jetbil under optagelser til Top Gear 20. september 2006. Han vendte tilbage til programmet 28. januar 2007.
I 2007 udgav Richard Hammond selvbiografien "On The Edge: My Story".

## Biografi
Hammond blev født i 1969 i Shirley i England. I midten af firserne flyttede familien til North Yorkshire-byen Ripon. Her gik han på Ripon Grammar School, og senere, 1987 til 1989, Harrogate College of Art and Technology.

### Top Gear
Richard Hammond blev vært på Top Gear i 2002, da programmet fik dets nuværende format. Han bliver af fans og medværterne (Jeremy Clarkson og James May) ofte kaldt "Hamster". Clarkson kalder ham også "White teeth" eller "Teeth", da han påstår, at Hammond bruger tandblegeprodukter.
Efter Vampire-ulykken vendte Hammond tilbage til Top Gear i første episode af 9. sæson. Han blev modtaget som en helt, og der blev i programmet vist billeder af ulykken, mens Hammond fortalte om det. Han bad derefter om, at ulykken aldrig mere ville blive nævnt i programmet. Desuden sagde han: "Den eneste forskel på mig nu og før ulykken er, at jeg nu kan lide selleri, og det kunne jeg ikke før."

### Brainiac
I 2003 blev Hammond den første vært på Brainiac. I anden sæson blev Charlotte Hudson ansat som medvært. Efter fjerde sæson stoppede han som vært, da han havde skrevet en kontrakt, der bandt ham til BBC.

## Andet arbejde i radio og tv
Tidligt i sin karriere arbejdede Hammond på flere forskellige radiostationer, inden han blev vært på livstilsprogrammer og bilprogrammer på Men & Motors.
Han var konferencier ved Crufts hundeshow i 2005, British Parking Awards i 2004 og 2005. Han har desuden været med i det engelske quizprogram School's Out – et program hvor tre kendte deltagere skal svare på spørgsmål de lærte i skolen (i stil med Er du klogere end en 10-årig).
Fra 3. januar 2006 til 10. februar samme år blev Richards Hammond's 5 O'Clock Show sendt på ITV. Det var er underholdnings-talkshow, der tog både populære og usædvanlige emner op.
Den 23. december 2007 viste BBC Hammonds interview med stuntlegenden Evel Knievel. Dette var Knievels sidste interview inden sin død i november 2007.

## Privatliv
Hammond har været gift med Amanda "Mindy" Etheridge (en klummeskribent på Daily Express) siden maj 2002, og de har to døtre. Parret meddelte i januar 2025 at de have valgt at gå fra hinanden.
I oktober 2013 forlød det, at han havde brugt £2 millioner på at købe Bollitree Castle der ligger i udkanten af Weston under Penyard, Ross-on-Wye. Der forlyder at han også har købt et lille byhus i Wantage, Oxfordshire. Derudover har parret en lejlighed i London.